# WWHL 2010/11
Die Saison 2010/11 war die siebte und letzte Spielzeit der Western Women’s Hockey League (WWHL), einer der beiden höchsten kanadischen Spielklassen im Fraueneishockey. Die Minnesota Whitecaps sicherten sich den dritten WWHL-Meistertitel in Folge.

## Teilnehmer
An der fünften Austragung der WWHL nahmen vier Mannschaften teil, neben den drei Teilnehmern der Vorsaison wurden die Manitoba Maple Leafs in die Liga aufgenommen.
| Team                 | Standort               | Gründung | Spielstätte                    |
| -------------------- | ---------------------- | -------- | ------------------------------ |
| Edmonton Chimos      | Edmonton, Alberta      | 1973     | River Cree Twin Arenas         |
| Manitoba Maple Leafs | Winnipeg, Manitoba     | 2010     | MTS Iceplex                    |
| Minnesota Whitecaps  | Minneapolis-Saint Paul | 2004     | verschiedene                   |
| Strathmore Rockies   | Strathmore, Alberta    | 2006     | Strathmore Family Center Arena |

## Reguläre Saison
Die reguläre Saison begann am 29. Oktober 2010 und endete am 13. März 2011. Der Spielplan sah für jede Mannschaft 18 Spiele vor, wobei eine erweiterte Zwei-Punkt-Regel zur Anwendung kam.
Aufgrund vieler Spielausfälle, vor allem der Begegnungen zwischen den Manitoba Maple Leafs und Strathmore Rockies, ist die Tabelle unvollständig.

### Tabelle
| Pl. | Mannschaft           | Sp | S  | OTN | N  | Tore   | Punkte |
| --- | -------------------- | -- | -- | --- | -- | ------ | ------ |
| 1.  | Minnesota Whitecaps  | 18 | 17 | 1   | 1  | 120:43 | 35     |
| 2.  | Edmonton Chimos      | 17 | 11 | 1   | 6  | 056:41 | 23     |
| 3.  | Manitoba Maple Leafs | 12 | 1  | 0   | 11 | 031:80 | 2      |
| 4.  | Strathmore Rockies   | 11 | 0  | 1   | 11 | 021:64 | 1      |

Abkürzungen: Pl. = Platz, Sp = Spiele, S = Siege, OTN = Niederlage nach Verlängerung, N = Niederlagen

Erläuterungen: Meister und Clarkson-Cup-Teilnehmer

### Statistik

#### Beste Scorerinnen
Abkürzungen: Sp = Spiele, T = Tore, V = Assists, Pkt = Punkte, SM = Strafminuten; Fett: Saisonbestwert
| Spieler           | Mannschaft           | Sp | T  | V  | Pkt | SM |
| ----------------- | -------------------- | -- | -- | -- | --- | -- |
| Allie Thunstrom   | Minnesota Whitecaps  | 17 | 28 | 18 | 46  | 6  |
| Gigi Marvin       | Minnesota Whitecaps  | 17 | 27 | 14 | 41  | 8  |
| Meaghan Pezon     | Minnesota Whitecaps  | 18 | 10 | 14 | 24  | 6  |
| Jenny Potter      | Minnesota Whitecaps  | 12 | 8  | 13 | 21  | 6  |
| Winny Brodt       | Minnesota Whitecaps  | 18 | 7  | 14 | 21  | 10 |
| Chelsea Purcell   | Edmonton Chimos      | 17 | 9  | 11 | 20  | 6  |
| Sammy Nixon       | Minnesota Whitecaps  | 12 | 8  | 12 | 20  | 8  |
| Amy Stech         | Minnesota Whitecaps  | 18 | 7  | 11 | 18  | 6  |
| Colleen Olson     | Edmonton Chimos      | 17 | 9  | 8  | 17  | 18 |
| Meaghan Mikkelson | Edmonton Chimos      | 14 | 7  | 8  | 15  | 12 |
| Chantal Larocque  | Manitoba Maple Leafs | 12 | 6  | 8  | 14  | 2  |

#### Beste Torhüterinnen
Abkürzungen: Sp = Spiele, Min = Eiszeit (in Minuten), S = Siege, N = Niederlagen, GT = Gegentore, SO = Shutouts, GTS = Gegentorschnitt, SVS = Gehalten Schüsse, Sv% = Fangquote; Fett: Saisonbestwert
| Spieler            | Mannschaft           | Sp | Min | S | N | GT | GTS  | SaT | SVS | Sv%  | SO |
| ------------------ | -------------------- | -- | --- | - | - | -- | ---- | --- | --- | ---- | -- |
| Kristen Sugiyama   | Edmonton Chimos      | 9  | 521 | 6 | 3 | 18 | 2,07 | 220 | 202 | 91,8 | 1  |
| Megan van Beusekom | Minnesota Whitecaps  | 7  | 367 | 5 | 1 | 13 | 2,13 | 125 | 112 | 89,6 | 2  |
| Keely Brown        | Edmonton Chimos      | 7  | 431 | 4 | 3 | 16 | 2,23 | 230 | 214 | 93,0 | 0  |
| Kim Hanlon         | Minnesota Whitecaps  | 6  | 309 | 5 | 0 | 13 | 2,52 | 150 | 137 | 91,3 | 0  |
| Sanya Sandahl      | Minnesota Whitecaps  | 8  | 391 | 7 | 0 | 17 | 2,61 | 150 | 133 | 88,7 | 0  |
| Lundy Day          | Strathmore Rockies   | 6  | 304 | 0 | 5 | 21 | 4,14 | 222 | 201 | 90,5 | 0  |
| Alix Fenner        | Manitoba Maple Leafs | 9  | 425 | 1 | 6 | 74 | 8,45 | 263 | 189 | 71,9 | 0  |

## Clarkson Cup
Das Turnier um den Clarkson Cup wurde vom 24. bis 27. März 2011 in der Barrie Molson Centre in Barrie in der Provinz Ontario ausgetragen. Die Minnesota Whitecaps blieben als Vertreter der WWHL ohne Punktgewinn und belegten damit den vierten Platz.